# Осада Выборга (1710)
Осада Выборга — событие Великой Северной войны. Стремясь обезопасить Санкт-Петербург, 13-тысячное русское войско осадило шведскую крепость Выборг. После прибытия из Санкт-Петербурга подкрепления и большого количества осадной артиллерии шведский гарнизон Выборга начал вести переговоры о капитуляции и 12 (23) июня 1710 года сдал город.

## Осада
После неудачной попытки захвата Выборга, предпринятой Петром I в 1706 году, Выборг оставался предоставленным самому себе до 1710 года, поскольку армии Карла XII, действующие в Литве, Полесье и на Украине, отвлекали на себя внимание русского царя. Всё изменилось после разгрома шведской армии под Полтавой, после которого царь Пётр решил предпринять новую попытку овладения городом.
21 марта (1 апреля) 1710 года адмирал граф Фёдор Апраксин с 8-тысячным корпусом (включавшим Семёновский полк и часть Преображенского полка) при 10-, 12-фунтовых пушках и 3 мортирах прибыл к городу после двухдневного марша по льду от Кронштадта. Главные силы заняли позицию у деревни Хиетало, в трёх верстах от города на единственной дороге, соединяющей Выборг с Западной Финляндией, где зимовала армия генерала Любекера.
Гарнизон Выборга состоял из 6 тыс. человек под командованием полковников Шернстроля и Аминова, вооружение крепости состояло из 141 пушки, 8 мортир и 2 гаубиц.
Русские энергично принялись за осадные работы. Атака была направлена с двух сторон: главная — на каменный город со стороны пролива — была поручена генерал-майору Брюсу, вспомогательная — на восточной, наиболее доступной для постепенной атаки фронта на земляной город — генерал-майору Берхгольцу. Замёрзшая и каменистая почва сильно затрудняла работы. Брустверы траншей приходилось составлять из мешков, наполненных шерстью. Несмотря на это, уже 1 апреля удалось открыть огонь из батареи № 1 (несколько полевых пушек и 3 мортиры) — на западном фронте атаки и батареи № 2 (полевые пушки) — на восточном. 12 апреля осаждённые предприняли неудачную вылазку.
С 12 апреля по 9 мая русские не предпринимали решительных действий, ожидая прибытия морем новых войск, орудий, боевых припасов и продовольствия, недостаток которого ощущался. Наконец 9 мая флоту под командованием вице-адмирала Крюйса удалось пробиться через льды и прибыть к Выборгу. Царь присутствовал при флоте в качестве контр-адмирала. Вместе с флотом прибыло 7 тыс. человек (в том числе гвардейцы Преображенского полка) и осадный парк из 80 пушек, 28 мортир и 190 ручных мортирок. С 10 по 14 мая происходила выгрузка, для прикрытия которой от нападения шведского флота на Транзундском рейде была оставлена галерная флотилия под командованием контр-адмирала Боциса, а на островах у рейда были поставлены батареи.
По преданию, когда Пётр I прибыл в ставку командующего, то он забрался на большой камень для проведения рекогносцировки. В это время на монарха было совершено покушение, но верный присяге казак заслонил собой царя и ценой собственной жизни спас его от шведов. Казака похоронили возле валуна, который стали называть Казак-камнем.
Произведя лично осмотр всех осадных работ и рекогносцировку крепости, Пётр I 15 мая отправился вместе с флотом в Кронштадт, оставив подробную инструкцию для дальнейших действий.

Лишь 18 мая к Березовым островам подошла шведская эскадра с целью не допустить подхода царя к Выборгу. Узнав о «великости нашего флота» на рейде (флотилии Боциса), шведы не рискнули нарушить блокадную линию с моря. 

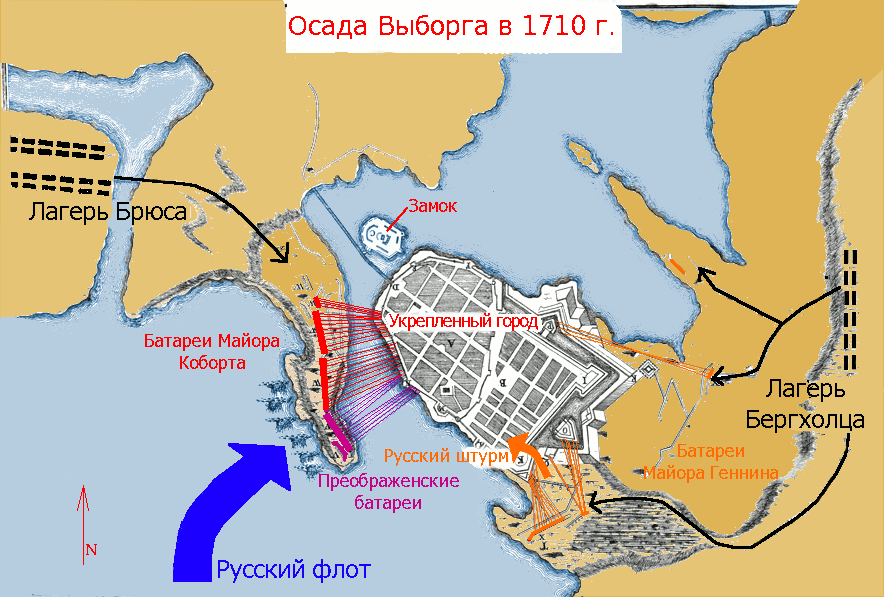
Карта осады

К 28 мая были закончены осадные работы, и батареи были вооружены со стороны главной атаки 75 пушками, 18 мортирами и 140 мортирками, со вспомогательной стороны — 23 пушками и 10 мортирами. Пятидневной бомбардировкой (1—6 июня) были произведены большие разрушения как на крепостных верках, так и в самом городе. 7 и 8 июня русские готовились к приступу (были заготовлены 2 плавучих моста). По плану Петра также предполагалось содействие флота, причём: «бастион IX брандером сжечь, а бастион I машиной инферналис подорвать».
9 июня комендант вступил в переговоры, а 12 июня сдал крепость на условиях свободного выхода гарнизона с оружием. Однако прибывший царь объявил весь гарнизон пленными, негодуя на шведское правительство, которое не облегчило участи русских пленных и не исполнило условий о размене генералов и отпуске русского посла, князя Хилкова, тогда как шведский посол был отпущен.
В Выборге, кроме артиллерийского вооружения, было взято 5,5 тыс. ружей и большие запасы пороха и снарядов. За успешные действия генерал Апраксин был произведён в генерал-адмиралы и награждён орденом Андрея Первозванного, генералы награждены имениями, офицеры — золотыми, а нижние чины — серебряными медалями и полугодовалыми окладами содержания.
В память об осаде в Выборге установлены статуя Петра I, обелиск погибшим русским воинам и стела «Город воинской славы».